# Ilha Emeline

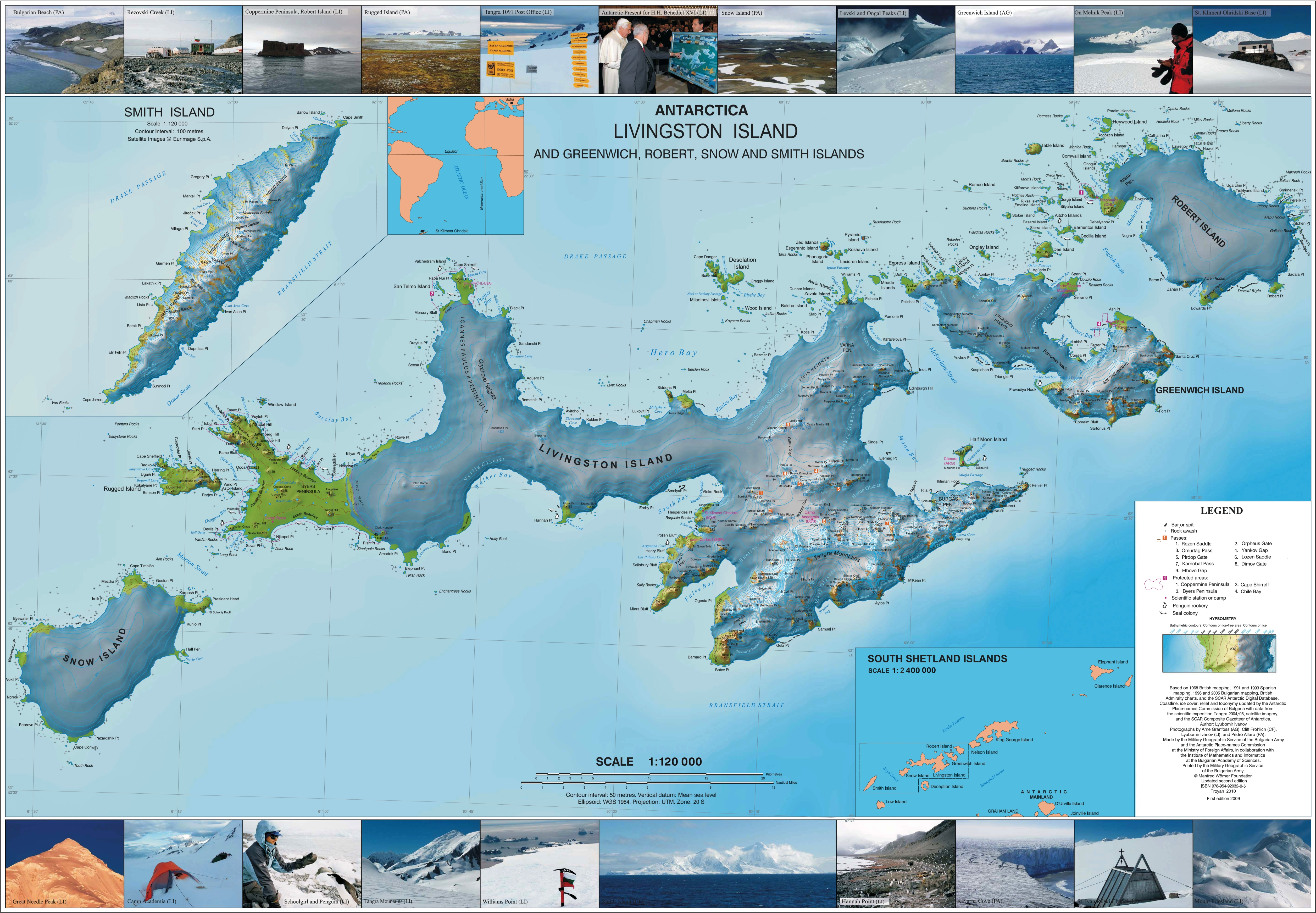
Mapa topográfico das Ilhas Livingston, Greenwich, Robert, Snow e Smith.

Emeline Island é uma ilha rochosa conspícua subindo para mais de 100 metros (328 pé) no grupo Aitcho, no lado oeste do Estreito de Inglês nas Ilhas Shetland do Sul, Antártica .
Recebeu o nome do navio de vedação americano Emeline, sob o comando do capitão Jeremiah Holmes, que visitou as Chetlands do Sul em 1820 a 1821 e operava no vizinho Clothier Harbor . 

## Localização
O ponto médio situa-se no 62° 23′ 29,3″ S, 59° 47′ 35″ O. 

## Mapa
- LL Ivanov et al. Antártica: Livingston Island e Greenwich Island, Ilhas Shetland do Sul . Escala 1: 100000 mapa topográfico. Sofia: Comissão Antártica de Nomes de Lugares da Bulgária, 2005.